# Sankt Andrä-Wördern
Sankt Andrä-Wördern là một đô thị thuộc huyện Tulln trong bang Niederösterreich, Áo.